# Museo Marítimo Nacional Israelí
El museo Marítimo Nacional Israelí es un museo marítimo y arqueológico situado en Haifa, Israel. Fue fundado en 1953, basado en la colección privada de su fundador y primer director, Aryeh Ben-Eli. En 1972, el museo se trasladó a su sede actual, cerca de la playa del norte del Monte Carmelo, entre los barrios Stella Maris y Bat Galim. Muy cerca se encuentra la inmigración clandestina israelí, el Museo Naval y la cueva de Elías.
El Taller de Marina del Instituto León Recanati para Estudios Marítimos, afiliado a la Universidad de Haifa, se encuentra en el museo. Ofrece buceo profesional y servicios de topografía para la investigación de campo realizado en el instituto.
Los hallazgos arqueológicos se exhiben permanentemente en el museo e incluyen el ariete de bronce de un buque de guerra del segundo siglo antes de Cristo.